# بویا
بویا (به ایتالیایی: Buja) یک کومونه در ایتالیا است که در استان اودینه واقع شده‌است.

## خصوصیات
بویا ۲۷٫۹ کیلومترمربع مساحت و ۶٬۷۵۸ نفر جمعیت دارد.

## خواهرخوانده
شهرهای Domont، آپریلیا (لاتینا) و فیلسبیبورگ خواهرخوانده‌های بویا هستند.